# Andreas Reveillas du Veyne
Andreas Reveillas du Veyne (* 1653 in Dauphiné; † 10. Januar 1726 in Peitz) war ein preußischer Generalleutnant der Kavallerie, Chef des nach ihm benannten  Dragoner-Regiments „du Veyne“ und Gouverneur der Festung Peitz.

## Leben

### Militärkarriere
Veyne trat 1670 in französische Dienste und stieg bis zum Major auf. Nach der Aufhebung des Ediktes von Nantes kam er 1685 in Brandenburger Dienste. Im Jahr 1688 war er Oberstleutnant und am 7. Juli 1691 wurde er Oberst im Dragoner-Regiment „Anspach“.
Nach einem erfolgreichen Unternehmen am Rhein wurde er von Feldmarschall Flemming in einem Bericht an den Hof sehr gelobt. Im Jahr darauf wurde er als preußischer Vertreter nach Savoyen geschickt. Am 2. Dezember 1704 wurde er Brigadier unter Leopold von Anhalt-Dessau, am 6. Januar 1705 Generalmajor. Er war bei der Belagerung von Lille und kämpfte mit der Armee von Marlborough. Am 27. März 1713 wurde er Generalleutnant der Kavallerie sowie Chef seines Regiments. Das Regiment gab er am 13. Oktober 1717 an Oberst Georg Joachim von der Wense ab und erhielt am 1. Januar 1722 die Stelle als Gouverneur der Festung Peitz. 1723 kaufte er Dorf und Vorwerk Hermsdorf (heute ein Gemeindeteil der Gemeinde Münchehofe im Landkreis Dahme-Spreewald). Er starb 1726 in Peitz. Beigesetzt wurde er an der Berliner Parochialkirche.
1728 verkaufte seine Witwe Dorf und Vorwerk Hermsdorf an den „Soldatenkönig“ Friedrich Wilhelm I., der damit das Amt Münchehofe vergrößerte.

### Familie
Veyne war verheiratet mit Karoline-Maria von Mieg. Sie war die Witwe des Rates Caspar Rademacher († 1706) und Tochter des Geheimrats Karl von Mieg (1633–1664). Die Ehe blieb kinderlos.